# Platja de l'Aiguassera
La platja de l'Aiguassera és una platja urbana del municipi de La Ràpita (Montsià), situada a la badia dels Alfacs. Està delimitada als dos extrems per les roques dels espigons, que la separen a llevant de la platja de Capri i a ponent de la platja de la Senieta. Té una longitud de 100 metres i una amplada de 15 metres, formada per sorra fina i daurada. Situada al costat del passeig marítim, disposa de dutxa, neteja diària i accés per a persones amb mobilitat reduïda.